# Vittorio Novarese
Vittorio Novarese (Torino, 7 marzo 1861 – Roma, 25 marzo 1948) è stato un geologo e mineralogista italiano.

## Biografia
Si laureò in ingegneria civile alla Regia scuola di applicazione per gli ingegneri di Torino e venne assunto nel 1883 nel Regio Corpo delle miniere. In seguito fu assegnato al Regio Ufficio geologico e incaricato di effettuare rilievi geologici per la realizzazione della Carta geologica d'Italia. Lavorò in Calabria, Toscana, Alpi meridionali, Sardegna, completando 18 fogli della Carta geologica d’Italia alla scala 1:100.000.
Insegnò geologia e mineralogia all'Università di Roma e approfondì le conoscenze geologiche della Sardegna, della Sicilia, della Toscana e delle Alpi occidentali.
Un suo notevole contributo fu anche la classificazione e lo studio della grande quantità di campioni di rocce e minerali portati in Italia dal duca degli Abruzzi, al ritorno della spedizione al Karakoram del 1909.
Nel ramo della geologia applicata si dedicò allo studio e alla prospezione dei sottosuoli in zone dell'Italia, dell'Eritrea, della Transcaucasia, dell'Argentina e del bacino del Donetz, in Russia, ai fini di un possibile sfruttamento minerario.
Presidente della Società geologica italiana nel 1916 e nel 1922, fu socio della Reale accademia delle scienze di Torino, della Società geografica italiana, della Società italiana per il progresso delle scienze e della Società geografica di Lima. Inoltre fu membro del Consiglio nazionale delle ricerche, dell’Istituto di paleontologia umana di Firenze e del consiglio direttivo del Comitato nazionale scientifico tecnico per lo sviluppo e l’incremento dell’industria italiana.
Nel 1934, al suo pensionamento con il grado di geologo superiore, venne designato Direttore onorario dell’Ufficio geologico da parte del Ministero delle Corporazioni.
Dal matrimonio con Elisa Simondetti, nacquero Giorgio, Maria Luisa, Giorgina e Vittorio detto Nino (costumista, scenografo, soggettista e sceneggiatore cinematografico, vincitore di due premi Oscar).